# Anthoula Mylonaki
Anthoula "Anthi" Mylonaki (grekiska: Ανθούλα "Ανθή" Μυλωνάκη), född 10 juni 1984 i Chania, är en grekisk vattenpolomålvakt. Hon ingick i Greklands landslag vid olympiska sommarspelen 2004.
Mylonaki tog OS-silver i damernas vattenpoloturnering i samband med de olympiska vattenpolotävlingarna 2004 i Aten. Mylonaki är syster till vattenpolospelaren Emmanouil Mylonakis.